# Armin von Bogdandy

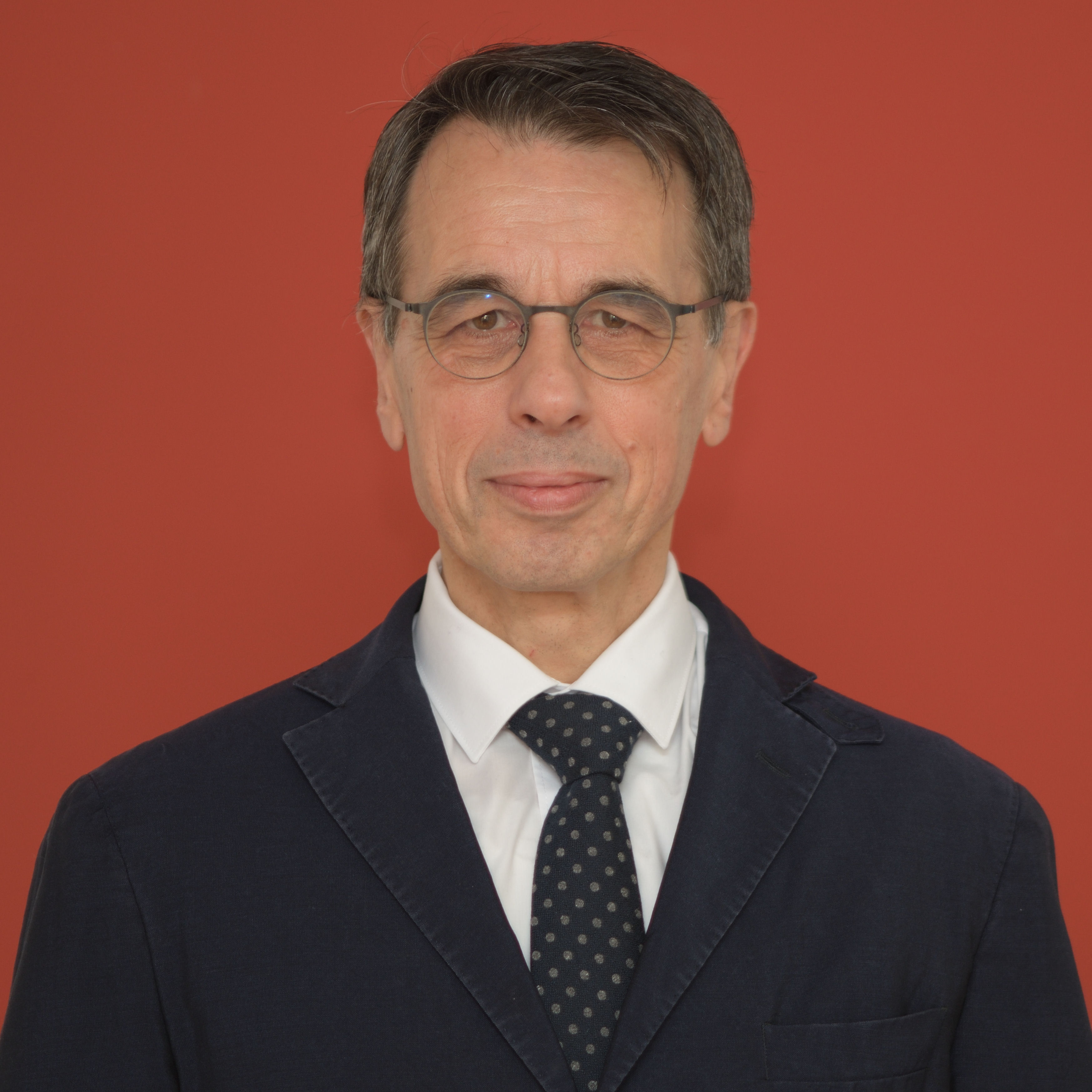
Armin von Bogdandy (2021)

Armin von Bogdandy (* 5. Juni 1960 in Oberhausen) ist ein deutscher Rechtswissenschaftler. Er ist seit 1997 Professor für Öffentliches Recht, insbesondere Europarecht und internationales Wirtschaftsrecht, sowie Rechtsphilosophie an der Johann Wolfgang Goethe-Universität Frankfurt und seit 2002 Direktor des Max-Planck-Instituts für ausländisches öffentliches Recht und Völkerrecht in Heidelberg.

## Leben und Wirken

### Ausbildung und Privates
Von Bogdandy ist Sohn des Industriemanagers Ludwig von Bogdandy und Enkel des Chemikers Stefan von Bogdándy. Nach seinem Abitur 1978 am Theodor-Heuss-Gymnasium Dinslaken nahm von Bogdandy im Oktober 1979 das Studium der Rechtswissenschaften auf; im Oktober 1980 zudem ein Zweitstudium in Philosophie. Nach seinem Ersten Staatsexamen, das er im Juni 1984 an der Universität Freiburg ablegte, war er ab November 1984 als wissenschaftlicher Mitarbeiter an der FU Berlin tätig. Dort legte er auch im Juni 1987 die Prüfung zum Magister der Philosophie (M.A.) ab. Im April des darauf folgenden Jahres stellte er seine Dissertation über den Gesetzesbegriff bei Hegel bei Alexander Hollerbach in Freiburg fertig. Sein Zweites Staatsexamen legte von Bogdandy im Juli 1989 in Berlin ab. Ab November des Jahres war er wieder als wissenschaftlicher Mitarbeiter an der FU Berlin beschäftigt. Von Januar 1993 bis Dezember 1995 war er Habilitationsstipendiat der DFG. Nach einem Forschungsaufenthalt am Europäischen Hochschulinstitut in Florenz wurde er im Juli 1996 unter der Betreuung von Albrecht Randelzhofer am Fachbereich Rechtswissenschaft der FU Berlin habilitiert. Das Thema seiner Habilitationsschrift lautet Gubernative Rechtsetzung. Eine Neubestimmung der Rechtsetzung und des Regierungssystems unter dem Grundgesetz in der Perspektive gemeineuropäischer Dogmatik.

### Wissenschaftlicher Werdegang
Im August 1997 erhielt er eine C4-Professur für Öffentliches Recht, insbesondere Europarecht und internationales Wirtschaftsrecht, sowie Rechtsphilosophie an der Johann Wolfgang Goethe-Universität Frankfurt. Im September 2000 lehnte er einen Ruf zum Direktor am Zentrum für europäische Rechtspolitik in Bremen ab. Von 2001 bis 2014 war er Richter am Europäischen Kernenergiegericht in Paris; ab Oktober 2006 als Präsident des Gerichtes. Das Gericht musste bislang noch nicht zusammentreten.
Im Oktober 2002 wurde er Direktor am Max-Planck-Institut für ausländisches öffentliches Recht und Völkerrecht in Heidelberg. An der Juristischen Fakultät der Ruprecht-Karls-Universität Heidelberg wurde er im Mai 2003 zum persönlichen Ordinarius ernannt, verließ die Universität Heidelberg jedoch Anfang 2009 wieder. Im Februar 2005 wurde er für die Dauer von drei Jahren in den Wissenschaftsrat berufen. Von 2008 bis 2013 war er Mitglied des wissenschaftlichen Ausschusses der Europäischen Grundrechteagentur. Er war außerdem in den Jahren 2010 bis 2015 Senior Emile Noël Fellow an der Global Law School der New York University.
Im Exzellenzcluster „Normative Orders“ der Johann Wolfgang Goethe-Universität Frankfurt fungierte er von 2013 bis 2019 als Partner Investigator. Zudem war von 2014 bis 2018 Mitglied des Kuratoriums des Deutschen Studienpreises.
Vor der Vereinigung der Deutschen Staatsrechtslehrer berichtete von Bogdandy auf der Tagung 2002 in St. Gallen zum Thema Europäische und nationale Identität: Integration durch Verfassungsrecht? und hielt 2023 in Bochum einen Vortrag zur Renaissance des Republikanismus. Auf einer Tagung 2007 der Deutschen Gesellschaft für Internationales Recht in Halle sprach er über das Thema Kulturelle Vielfalt und Europäisches Gemeinschaftsrecht.

### Forschungsinteressen
Aktueller Forschungsschwerpunkt von Bogdandys ist der Strukturwandel des öffentlichen Rechts, welches sich in drei Forschungsgebiete innerhalb seiner Abteilung am Max-Planck-Institut für ausländisches öffentliches Recht und Völkerrecht aufgliedert: Das Recht der Europäischen Gesellschaft, der Begriff der International Public Authority sowie das Ius Constitutionale Commune en América Latina (ICCAL).
Die Forschung zum Recht der Europäischen Gesellschaft setzt sich mit dem Europarecht in einem weiten Sinne auseinander, umfasst also neben dem Recht der Europäischen Union auch die regionalen völkerrechtlichen Instrumente in Europa, wie bspw. die Europäische Menschenrechtskonvention. Objekt der Forschung ist die rechtswissenschaftliche Begleitung der europäischen Einheit, die Ermöglichung einer spezifisch europäischen Rechtsvergleichung sowie die rechtliche Erfassung des Entstehens und der Demokratisierung der europäischen Gesellschaft.
Im Bereich der International Public Authority untersucht von Bogdandy die zunehmende Macht internationaler Institutionen, die (auch) Gemeinwohlinteressen verpflichtet sind, deren Legitimität aber fraglich ist. Er entwickelt hierfür eine Theorie des internationalen öffentlichen Rechts, die eine Weiterentwicklung des Bereichs des Völkerrechts darstellt, der die Ausübung internationaler öffentlicher Gewalt regelt.
Mit dem ICCAL-Projekt wird ein regionalen  Ansatz  transformativer  Verfassungsstaatlichkeit in Lateinamerika beschrieben, der sich aus der konkreten Erfahrung von inakzeptablen  Zuständen  systemischen  Charakters speist. Untersucht wird hierbei der Wandel politischer und sozialer Realitäten durch eine konzertierte Stärkung von Menschenrechten,  Demokratie  und  Rechtsstaatlichkeit.

### Auszeichnungen
Von Bogdandy wurden im Laufe seiner wissenschaftlichen Karriere verschiedene Preise verliehen:
- 2008: Preis der Berlin-Brandenburgischen Akademie der Wissenschaften[7]
- 2010 bis 2015: Senior Emile Noël Fellow an der Global Law School der New York University[3]
- 2014: Gottfried-Wilhelm-Leibniz-Preis (Preisgeld: 2,5 Millionen Euro)[8]
- 2015: Premio Internacional de Investigación en Derecho Héctor Fix-Zamudio der Universidad Nacional Autónoma de México[9]
- 2015: Gerichtshammer („Mazo“) des interamerikanischen Gerichtshofs für Menschenrechte
- 2017: Ehrendoktorwürde der Universidad Nacional de Tucumán[10]
- 2020: Ehrendoktorwürde der Universidad Nacional de Córdoba[11]
- 2020: Ehrendoktor und -professorwürde der Eötvös-Loránd-Universität Budapest[12]
- 2022: Ehrendoktorwürde der Universidad de San Pablo-Tucumán[13]
- 2022: Ehrendoktorwürde der Universität Bukarest[14]

## Veröffentlichungen (Auswahl)

### Monografien
- Dissertation: Armin von Bogdandy: Hegels Theorie des Gesetzes. Alber, Freiburg (Breisgau) 1989, ISBN 3-495-47683-0.
- Habilitation: Armin von Bogdandy: Gubernative Rechtsetzung: eine Neubestimmung der Rechtsetzung und des Regierungssystems unter dem Grundgesetz in der Perspektive gemeineuropäischer Dogmatik. In: Jus publicum. Band 48. Mohr Siebeck, Tübingen 2000, ISBN 3-16-147171-7.
- Armin von Bogdandy/Ingo Venzke: In wessen Namen? Internationale Gerichte in Zeiten globalen Regierens. Suhrkamp, Berlin 2014, ISBN 978-3-518-29688-2.
- Armin von Bogdandy: Strukturwandel des öffentlichen Rechts. Entstehung und Demokratisierung der europäischen Gesellschaft. Suhrkamp, Berlin 2022, ISBN 978-3-518-29956-2 (handle.net).
  - englische Fassung: Armin von Bogdandy: The Emergence of European Society through Public Law: A Hegelian and Anti-Schmittian Approach. Oxford University Press, Oxford 2024, ISBN 978-0-19-890934-7, doi:10.1093/oso/9780198909347.001.0001.

### Aufsätze
- Armin von Bogdandy: Was ist Europarecht? Eine Fortschreibung von Begriff und Disziplin. In: Juristenzeitung (JZ). 2017, S. 589–640.
- Armin von Bogdandy: The Idea of European Public Law Today. In: von Bogdandy/Huber/Cassese (Hrsg.): Max Planck Handbooks of European Public Law. Band 1. Oxford University Press, 2017, ISBN 978-0-19-872640-1, S. 1–29 (ssrn.com).
- Armin von Bogdandy/Matthias Goldmann: From Public International to International Public Law: Translating World Public Opinion into International Public Authority. European Journal of International Law, 2017, S. 115–145 (ejil.org [PDF; 233 kB]).
- Armin von Bogdandy/René Urueña: International Transformative Constitutionalism in Latin America. In: American Journal of International Law. 2020, S. 403–442 (mpil.de [PDF]).

### Herausgeberschaften
- Armin von Bogdandy/Jürgen Bast (Hrsg.): Europäisches Verfassungsrecht: Theoretische und dogmatische Grundzüge. 2. Auflage. Springer, Berlin 2009, ISBN 978-3-540-73809-1.
  - englische Fassung: Armin von Bogdandy/Jürgen Bast (Hrsg.): Principles of European Constitutional Law. 2. Auflage. Hart – C.H. Beck – Nomos, 2009, ISBN 978-1-84731-784-1.
- Jürgen Bast/Armin von Bogdandy (Hrsg.): Unionsverfassungsrecht: Eine Neubestimmung anhand der Grundlagen im EU-Vertrag. Nomos, Baden-Baden 2025, ISBN 978-3-7560-1671-6, doi:10.5771/9783748945468.
- fortlaufende Herausgabe neuer Bände: Armin von Bogdandy/Peter Huber u. a. (Hrsg.): Ius Publicum Europaeum. C.F. Müller, Heidelberg 2007, ISBN 978-3-8114-4114-9.
  - englische Fassung: Armin von Bogdandy/Peter Huber u. a. (Hrsg.): The Max Planck Handbooks in European Public Law. Oxford University Press, 2007, ISBN 978-3-8114-4114-9.
- Armin von Bogdandy u. a. (Hrsg.): Der Staat: Zeitschrift für Staatslehre und Verfassungsgeschichte, deutsches und europäisches öffentliches Recht. Duncker & Humblot.
- Armin von Bogandy/Anne Peters (Hrsg.): Zeitschrift für ausländisches öffentliches Recht und Völkerrecht. C.H. Beck.